# 结构基因组学 (基因组)
结构基因组学（英語：Structural genomics）是基因组学的一个分支。其研究范围包括基因组作图与基因组测序。
著名工程如人类基因组计划等。

## 基因组作图
基因组作图（英語：mapping），也称染色体作图。是将染色体中基因的位置线性系统地排列出来。根据技术不同，分为遗传连锁图谱与物理图谱。

### 遗传连锁图谱
遗传连锁图谱（英語：genetic linkage map）使用遗传多态性标记为位点，用遗传学距离为图距作图。
遗传多态性标记指重复序列；遗传学距离指两个位点之间在减数分裂中进行交换或重组的百分率（1%被称作1cM）。

### 物理图谱
物理图谱（英語：physical map）使用DNA序列上两个“位点”之间实际距离绘图。使用kb（kbp)或mb(mbp)作单位。

## 基因组测序
基因组测序（英語：sequencing）指测出基因组所有的碱基序列。基因组测序也属于物理图谱中。
人类基因组计划就属于基因组测序的工程之一。